# Riserva di conservazione del deserto di Al Wohoosh
La Riserva di conservazione del deserto di Al Wohoosh, (in inglese Al Wohoosh Desert Conservation Reserve, in arabo  محمية الوحوش الصحراوية‎?), è un'area naturale protetta degli Emirati Arabi, istituita nel 2014, che si trova nell'area orientale dell'Emirato di Dubai.

## Storia dell'area
Il deserto di Al Wohoosh è stato dichiarato riserva della natura dal deecreto reale numero 22 del 2014 emesso dallo sceicco Mohammed bin Rashid Al Maktum, sovrano di Dubai.
In base alla legge n. 11 del 2003 sull'istituzione di aree protette nell'Emirato di Dubai l'area è posta sotto la protezione e il governo della municipalità di Dubai.
Il nome arabo della riserva محمية الوحوش الصحراوية tradotto letteralmente significa "santuario dei mostri del deserto", questo nome deriva dal fatto che nei tempi passati l'area era nota per i suoi animali predatori.

## Territorio
La riserva si trova nella zona orientale di Dubai, e occupa un'area di 15,06 km² lungo il confine con la municipalità di Al Bataeh dell'Emirato di Sharja.
Dal punto di vista amministrativo la riserva ricade quasi completamente nel territorio di competenza della comunità di Al Wohoosh e solo una piccola parte settentrionale ricade nel territorio di Al Awir 2.
Questa area desertica ricade all'interno dell'ecoregione terrestre del Deserto e semideserto del golfo di Oman.
Gli habitat principali dell'area sono: distese di sabbia e dune con bosco di Prosopis cineraria, distese di sabbia e dune con Leptadenia pyrotechnica e pianure interdunali.
La temperatura minima oscilla fra i 10-45 °C di gennaio e dicembre e i 26-29 °C di giugno-agosto. Le temperature massime negli stessi periodi sono di circa 27 °C e 42 °C rispettivamente.  I mesi più piovosi sono febbraio e marzo, mentre quelli più asciutti sono fra giugno e ottobre, con rispettivamente una media di 32-40 mm e 2-7 mm per mese.
La riserva è recintata ma non vi sono punti di accesso controllati. Nella parte nord della riserva vi sono alcuni campi per turisti gestiti da tour operator autorizzati.

## Biodiversità
A causa della presenza di diversi tipi di habitat la riserva ospita circa 50 specie vegetali e oltre 90 specie animali.
La comunità dei mammiferi ospita varie specie fra cui gazelle, volpi del deserto, ricci e lepri selvatiche. Fra le specie minacciate sono presenti:
- gazzella d'Arabia (Gazella arabica);[8]
- gazzella di montagna (Gazella gazella cora).[9]

Fra gli uccelli si trovano sia specie residenti che migratori che includono:
- averla maggiore (Lanius excubitor);
- corvo del deserto (Corvus ruficollis);
- aquila delle steppe (Aquila nipalensis);
- parula del deserto asiatico (Curruca nana).

Le specie di uccelli minacciate includono:
- pavoncella gregaria (Vanellus gregarius);[11]
- falco sacro (Falco cherrug);[12]
- aquila anatraia maggiore (Clanga clanga).[13]

Per quanto attiene alla classe dei rettili nelle pianure interdunali nella metà settentrionale della riserva si può trovare il Mastigure di Leptien (Uromastyx aegyptia leptieni). Altri rettili rilevati includono: il varano del deserto (Varanus griseus), la lucertola verme (Diplometopon zarudnyi), il geco del deserto arabo (Bunopus tuberculatus), l'agama dalla testa di rospo arabo (Phrynocephalus arabicus) e il pesce delle sabbie arabo (Scincus mitranus).
La riserva ospita una molteplicità di piante autoctone, tra cui un notevole assortimento di specie arboree come Prosopis cineraria, Acacia tortilis (acacia ad ombrello), Ziziphus spina-christi, Salvadora persica, Calotropis procera (melo di Sodoma) e Heliotropium kotschyi.